# Josef Hubert, hrabě z Neippergu
Josef Hubert hrabě z Neippergu (německy Maria Josef Hubert Graf von Neipperg; 22. července 1918, Schwaigern – 12. září 2020 tamtéž) byl německý šlechtic, hrabě a pán z Neippergu, hlava rodu.

## Manželství a děti
Narodil se jako Maria Josef Hubert Arnošt Amadeus Vincenc Benedikt Antonín Konrád Apolinář hrabě z Neippergu (německy Maria Josef Hubert Ernst Amadeus Vincenz Benediktus Antonius Konrad Apolinarius Graf von Neipperg). Byl synem Antonína Arnošta, hraběte z Neippergu a jeho manželky hraběnky Anny Silva-Taroucové.
Dne 21. prosince 1950 se v Mnichově oženil s hraběnkou Marií Ledebur-Wicheln, dcerou hraběte Eugena Ledebur-Wicheln a jeho manželky hraběnky Eleonory Larisch-Mönnich. Spolu měli osm dětí:
- Hrabě Karl Eugen z Neippergu, (nar. 20. října 1951)
- Hrabě Reinhard Franz z Neippergu, (nar. 5. února 1953)
- Hraběnka Marie Anna z Neippergu (nar. 14. února 1955)
- Hraběnka Franziska z Neippergu (nar. 7. dubna 1956)
- Hrabě Stephan-Christoph z Neippergu (nar. 28. června 1957)
- Hrabě Christoph z Neippergu (nar. 30. července 1958)
- Hraběnka Barbara z Neippergu (nar. 4. ledna 1960)
- Hrabě Johannes Alfred z Neippergu (nar. 30. dubna 1964)

Jeho manželka Marie zemřela 14. června 1983.
Dne 23. srpna 1986 se civilně znovu oženil a to s princeznou Terezou Hohenlohe-Waldenburg-Schillingsfürst, dcerou knížete Friedricha Karla III. Hohenlohe-Waldenburg-Schillingsfürst a jeho manželky kněžny Mechthildy, princezny z Urachu. Dne 25. září 1986 se ve Waldenburgu odehrál jejich církevní svatební obřad. Spolu neměli děti.
Zemřel 12. září 2020 ve věku 102 let.